# Charlotte Fermor
Lady Charlotte Fermor (14 febbraio 1725 – Londra, 11 luglio 1813) è stata una nobildonna inglese.

## Biografia
Era la figlia di Thomas Fermor, I conte di Pomfret, e di sua moglie, Henrietta Louisa Jeffreys. Lord e Lady Pomfret hanno ricoperto varie nomine a corte durante la loro vita; il conte prestò servizio come Masters of the Horse della regina Carolina mentre sua moglie era una Lady of the Bedchamber della regina.
Durante la sua infanzia viaggiò molto. Tra le sue amicizie vi era Elizabeth Carter.

## Matrimonio
Sposò, il 9 agosto 1746, William Finch (1691-1766), figlio di Daniel Finch, VII conte di Winchilsea e di Anne Hatton. Ebbero cinque figli:
- Charlotte Finch;
- Lady Sophia, sposò Charles Feilding, ebbero quattro figli;
- George Finch, IX conte di Winchilsea (4 novembre 1752-2 agosto 1826);
- Henrietta Finch;
- Frances Finch (?–1765).

## Governante reale
Venne nominata governante reale il giorno in cui nacque il principe del Galles, Giorgio (il futuro re Giorgio IV). Temendo per la sua sicurezza, lasciò il marito e si trasferì con i figli in un appartamento a St. James's Palace e in una piccola casa a Kew. Lady Charlotte ricoprì il ruolo di governante reale per oltre 30 anni e supervisionò a 14 dei 15 figli del re e della regina. Ha presieduto l'asilo nido reale, supervisionando i membri dello staff designati per ogni bambino; il personale includeva sottufficiali, insegnanti, assistenti personali e assistenti. Ha supervisionato i principi fino a quando non sono diventati abbastanza grandi per vivere nelle proprie case, mentre le sei principesse sono rimaste sotto la sua supervisione fino a quando non hanno compiuto 21 anni.

### Approccio educativo e lezioni
Lady Charlotte è stata descritta dai biografi come calda, competente e gentile. Come era tipico del periodo, i bambini venivano visti di rado dal re e dalla regina; Charlotte era la figura più importante nelle loro vite. Tra i metodi da lei impiegati vi era l'uso di "mappe dissestate", alcuni dei primi puzzle, per insegnare la geografia.
La regina Carlotta sentiva che una donna dotata di un'educazione era capace come un uomo. Essendo una donna esperta lei stessa, Charlotte, al fianco di Mrs Cotesworth, organizzò lezioni nelle arti e nelle scienze che furono insegnate sia ai principi che alle principesse. Le materie includevano geografia, inglese, grammatica, musica, ricamo, danza e arte. Un tutor, Julie Krohme, insegnò ai bambini la lingua francese. Una volta abbastanza grandi, le principesse avrebbero viaggiato ogni giorno per ricevere la loro istruzione presso la nuova casa di Charlotte a Kew lungo il fiume.
Nel 1774, Mrs Cotesworth andò in pensione a causa di problemi di salute. Al suo posto venne nominata Martha Gouldsworthy (sorella del luogotenente generale Philip Goldsworthy , un favorito del re)
, su raccomandazione di Charlotte.

## Pensionamento e morte
Nel 1792, Lady Charlotte si ammalò e divenne sorda. Charlotte si dimise dal suo ruolo nel novembre 1792, anche se continuò a corrispondere con i membri della famiglia reale e ricevere doni da loro, in particolare il Principe di Galles, il futuro Giorgio IV. Ha ricevuto 600 sterline in pagamento annuale, integrate dalle entrate della South Sea Company, fino alla sua morte l'11 luglio 1813 a St James's Palace.
Fu sepolta nella tomba di famiglia a Ravenstone, nel Buckinghamshire e cinque duchi reali assistettero al suo funerale. Alla figlia più giovane è stato concesso di mantenere i loro appartamenti a St James's Palace.

## Ascendenza
|                                     |                                    |                                                 | Genitori                                 |  |  | Nonni |  |  | Bisnonni                    |  |  | Trisnonni     |  |
|                                     |                                    |                                                 |                                          |  |  |       |  |  | William Fermor, I baronetto |  |  | Hutton Fermor |  |
|                                     |                                    |                                                 |                                          |  |  |       |  |  | William Fermor, I baronetto |  |  | Hutton Fermor |  |
|                                     |                                    | Anne Cokayne                                    |                                          |  |  |       |  |  | William Fermor, I baronetto |  |  |               |  |
| William Fermor, I barone Leominster |                                    |                                                 |                                          |  |  |       |  |  | William Fermor, I baronetto |  |  |               |  |
|                                     |                                    | Mary Perry                                      | Hugh Perry                               |  |  |       |  |  |                             |  |  |               |  |
|                                     |                                    | Mary Perry                                      | Hugh Perry                               |  |  |       |  |  |                             |  |  |               |  |
|                                     |                                    | Mary Perry                                      | Catharine Fenn                           |  |  |       |  |  |                             |  |  |               |  |
| Thomas Fermor, I conte di Pomfret   |                                    | Mary Perry                                      |                                          |  |  |       |  |  |                             |  |  |               |  |
|                                     |                                    | Thomas Osborne, I duca di Leeds                 | Edward Osborne, I baronetto              |  |  |       |  |  |                             |  |  |               |  |
|                                     |                                    | Thomas Osborne, I duca di Leeds                 | Edward Osborne, I baronetto              |  |  |       |  |  |                             |  |  |               |  |
|                                     |                                    | Thomas Osborne, I duca di Leeds                 | Anne Walmesley                           |  |  |       |  |  |                             |  |  |               |  |
| Sophia Osborne                      |                                    | Thomas Osborne, I duca di Leeds                 |                                          |  |  |       |  |  |                             |  |  |               |  |
|                                     |                                    | Bridget Bertie                                  | Montagu Bertie, II conte di Lindsey      |  |  |       |  |  |                             |  |  |               |  |
|                                     |                                    | Bridget Bertie                                  | Montagu Bertie, II conte di Lindsey      |  |  |       |  |  |                             |  |  |               |  |
|                                     |                                    | Bridget Bertie                                  | Martha Cokayne                           |  |  |       |  |  |                             |  |  |               |  |
| Charlotte Fermor                    |                                    | Bridget Bertie                                  |                                          |  |  |       |  |  |                             |  |  |               |  |
|                                     | George Jeffreys, I barone Jeffreys | John Jeffreys                                   |                                          |  |  |       |  |  |                             |  |  |               |  |
|                                     | George Jeffreys, I barone Jeffreys | John Jeffreys                                   |                                          |  |  |       |  |  |                             |  |  |               |  |
|                                     | George Jeffreys, I barone Jeffreys | Margaret Ireland                                |                                          |  |  |       |  |  |                             |  |  |               |  |
| John Jeffreys, II barone Jeffreys   | George Jeffreys, I barone Jeffreys |                                                 |                                          |  |  |       |  |  |                             |  |  |               |  |
|                                     |                                    | Sarah Neesham                                   | Thomas Neesham                           |  |  |       |  |  |                             |  |  |               |  |
|                                     |                                    | Sarah Neesham                                   | Thomas Neesham                           |  |  |       |  |  |                             |  |  |               |  |
|                                     |                                    | Sarah Neesham                                   | …                                        |  |  |       |  |  |                             |  |  |               |  |
| Henrietta Louisa Jeffreys           |                                    | Sarah Neesham                                   |                                          |  |  |       |  |  |                             |  |  |               |  |
|                                     |                                    | Philip Herbert, VII conte di Pembroke           | Philip Herbert, V conte di Pembroke      |  |  |       |  |  |                             |  |  |               |  |
|                                     |                                    | Philip Herbert, VII conte di Pembroke           | Philip Herbert, V conte di Pembroke      |  |  |       |  |  |                             |  |  |               |  |
|                                     |                                    | Philip Herbert, VII conte di Pembroke           | Catherine Villiers                       |  |  |       |  |  |                             |  |  |               |  |
| Charlotte Herbert                   |                                    | Philip Herbert, VII conte di Pembroke           |                                          |  |  |       |  |  |                             |  |  |               |  |
|                                     |                                    | Henrietta Mauricette de Penancoët de Kérouaille | Guillaume de Penancoët, conte di Keroual |  |  |       |  |  |                             |  |  |               |  |
|                                     |                                    | Henrietta Mauricette de Penancoët de Kérouaille | Guillaume de Penancoët, conte di Keroual |  |  |       |  |  |                             |  |  |               |  |
|                                     |                                    | Henrietta Mauricette de Penancoët de Kérouaille | Marie de Ploeuc                          |  |  |       |  |  |                             |  |  |               |  |
|                                     |                                    | Henrietta Mauricette de Penancoët de Kérouaille |                                          |  |  |       |  |  |                             |  |  |               |  |